# Liste des planètes mineures non numérotées découvertes en décembre 2020
Pour un article plus général, voir Liste des planètes mineures non numérotées découvertes en 2020.
Pour un article plus général, voir Liste des planètes mineures.
Cet article dresse la liste des planètes mineures (astéroïdes, centaures, objets transneptuniens et assimilés) non numérotées découvertes en décembre 2020 dans l'ordre de leur découverte.
Au 15 janvier 2025, 661 077 des 1 434 993 planètes mineures répertoriées par le Centre des planètes mineures ne sont pas encore numérotées, soit 46,07 %.

## Rappel concernant la désignation provisoire
La désignation provisoire indique l'ordre de découverte de ces objets. En effet, cette désignation est composée de l'année de découverte (par exemple 2020) suivie de la quinzaine (demi-mois) de découverte (p.e. A = 1-15 janvier) puis de l'ordre de découverte dans cette quinzaine. Cet ordre est indiqué par une lettre et éventuellement un chiffre comme suit : A pour la première découverte, B pour la deuxième, ..., Z pour la 25e (le I n'est pas utilisé pour éviter la confusion avec 1), A1 pour la 26e, B1 pour la 27e, etc. , Z1 pour la 50e, A2 pour la 51e, B2 pour la 52e, etc. L'ordre de la numérotation ne suit donc pas l'ordre alphanumérique. 2020 AA1 suit ainsi 2020 AZ et précède 2020 AB1.

## Listes

### Du1erau 15 décembre 2020
- 2020 XA
- 2020 XB
- 2020 XC
- 2020 XD
- 2020 XE
- 2020 XF
- 2020 XG
- 2020 XH
- 2020 XJ
- 2020 XK
- 2020 XL
- 2020 XM
- 2020 XN
- 2020 XO
- 2020 XP
- 2020 XQ
- 2020 XS
- 2020 XT
- 2020 XU
- 2020 XV
- 2020 XW
- 2020 XX
- 2020 XY
- 2020 XZ
- 2020 XB1
- 2020 XC1
- 2020 XD1
- 2020 XE1
- 2020 XF1
- 2020 XG1
- 2020 XH1
- 2020 XJ1
- 2020 XK1
- 2020 XL1
- 2020 XM1
- 2020 XN1
- 2020 XO1
- 2020 XP1
- 2020 XQ1
- 2020 XR1
- 2020 XS1
- 2020 XT1
- 2020 XU1
- 2020 XV1
- 2020 XW1
- 2020 XX1
- 2020 XY1
- 2020 XZ1
- 2020 XA2
- 2020 XB2
- 2020 XC2
- 2020 XD2
- 2020 XE2
- 2020 XF2
- 2020 XG2
- 2020 XH2
- 2020 XJ2
- 2020 XK2
- 2020 XL2
- 2020 XM2
- 2020 XN2
- 2020 XO2
- 2020 XP2
- 2020 XQ2
- 2020 XR2
- 2020 XS2
- 2020 XT2
- 2020 XV2
- 2020 XW2
- 2020 XX2
- 2020 XY2
- 2020 XZ2
- 2020 XA3
- 2020 XB3
- 2020 XC3
- 2020 XD3
- 2020 XE3
- 2020 XF3
- 2020 XG3
- 2020 XH3
- 2020 XJ3
- 2020 XK3
- 2020 XL3
- 2020 XM3
- 2020 XN3
- 2020 XO3
- 2020 XP3
- 2020 XQ3
- 2020 XR3
- 2020 XS3
- 2020 XT3
- 2020 XU3
- 2020 XV3
- 2020 XW3
- 2020 XX3
- 2020 XZ3
- 2020 XA4
- 2020 XB4
- 2020 XC4
- 2020 XD4
- 2020 XE4
- 2020 XF4
- 2020 XG4
- 2020 XH4
- 2020 XJ4
- 2020 XK4
- 2020 XL4
- 2020 XM4
- 2020 XN4
- 2020 XO4
- 2020 XP4
- 2020 XQ4
- 2020 XR4
- 2020 XS4
- 2020 XT4
- 2020 XU4
- 2020 XV4
- 2020 XW4
- 2020 XX4
- 2020 XY4
- 2020 XZ4
- 2020 XA5
- 2020 XB5
- 2020 XC5
- 2020 XE5
- 2020 XF5
- 2020 XG5
- 2020 XH5
- 2020 XJ5
- 2020 XK5
- 2020 XM5
- 2020 XN5
- 2020 XO5
- 2020 XP5
- 2020 XQ5
- 2020 XR5
- 2020 XS5
- 2020 XT5
- 2020 XU5
- 2020 XV5
- 2020 XW5
- 2020 XY5
- 2020 XZ5
- 2020 XA6
- 2020 XB6
- 2020 XC6
- 2020 XD6
- 2020 XE6
- 2020 XF6
- 2020 XG6
- 2020 XH6
- 2020 XJ6
- 2020 XK6
- 2020 XL6
- 2020 XM6
- 2020 XN6
- 2020 XO6
- 2020 XP6
- 2020 XQ6
- 2020 XR6
- 2020 XS6
- 2020 XT6
- 2020 XU6
- 2020 XV6
- 2020 XW6
- 2020 XX6
- 2020 XY6
- 2020 XZ6
- 2020 XA7
- 2020 XB7
- 2020 XC7
- 2020 XD7
- 2020 XG7
- 2020 XH7
- 2020 XJ7
- 2020 XL7
- 2020 XM7
- 2020 XN7
- 2020 XP7
- 2020 XQ7
- 2020 XR7
- 2020 XS7
- 2020 XT7
- 2020 XW7
- 2020 XX7
- 2020 XY7
- 2020 XA8
- 2020 XB8
- 2020 XC8
- 2020 XD8
- 2020 XE8
- 2020 XF8
- 2020 XG8
- 2020 XH8
- 2020 XJ8
- 2020 XL8
- 2020 XM8
- 2020 XN8
- 2020 XO8
- 2020 XQ8
- 2020 XS8
- 2020 XT8
- 2020 XU8
- 2020 XV8
- 2020 XW8
- 2020 XX8
- 2020 XZ8
- 2020 XA9
- 2020 XB9
- 2020 XC9
- 2020 XD9
- 2020 XE9
- 2020 XF9
- 2020 XJ9
- 2020 XO9
- 2020 XP9
- 2020 XR9
- 2020 XS9
- 2020 XT9
- 2020 XU9
- 2020 XX9
- 2020 XY9
- 2020 XZ9
- 2020 XA10
- 2020 XC10
- 2020 XF10
- 2020 XH10
- 2020 XK10
- 2020 XL10
- 2020 XM10
- 2020 XN10
- 2020 XP10
- 2020 XQ10
- 2020 XR10
- 2020 XS10
- 2020 XT10
- 2020 XU10
- 2020 XW10
- 2020 XY10
- 2020 XZ10
- 2020 XA11
- 2020 XB11
- 2020 XC11
- 2020 XF11
- 2020 XH11
- 2020 XK11
- 2020 XM11
- 2020 XO11
- 2020 XP11
- 2020 XQ11
- 2020 XR11
- 2020 XT11
- 2020 XU11
- 2020 XW11
- 2020 XZ11
- 2020 XC12
- 2020 XE12
- 2020 XF12
- 2020 XH12
- 2020 XJ12
- 2020 XK12
- 2020 XM12
- 2020 XO12
- 2020 XP12
- 2020 XQ12
- 2020 XS12
- 2020 XU12
- 2020 XV12
- 2020 XY12
- 2020 XZ12
- 2020 XA13
- 2020 XC13
- 2020 XD13
- 2020 XE13
- 2020 XG13
- 2020 XH13
- 2020 XJ13
- 2020 XK13
- 2020 XL13
- 2020 XN13
- 2020 XP13
- 2020 XQ13
- 2020 XR13
- 2020 XS13
- 2020 XV13
- 2020 XW13
- 2020 XX13
- 2020 XY13
- 2020 XA14
- 2020 XD14
- 2020 XG14
- 2020 XH14
- 2020 XJ14
- 2020 XK14
- 2020 XL14
- 2020 XN14
- 2020 XO14
- 2020 XP14
- 2020 XQ14
- 2020 XR14
- 2020 XS14
- 2020 XT14
- 2020 XU14
- 2020 XV14
- 2020 XY14
- 2020 XZ14
- 2020 XA15
- 2020 XB15
- 2020 XC15
- 2020 XD15
- 2020 XE15
- 2020 XF15
- 2020 XG15
- 2020 XH15
- 2020 XJ15
- 2020 XK15
- 2020 XL15
- 2020 XM15
- 2020 XN15
- 2020 XO15
- 2020 XP15
- 2020 XQ15
- 2020 XR15
- 2020 XS15
- 2020 XT15
- 2020 XU15
- 2020 XV15
- 2020 XW15
- 2020 XY15
- 2020 XZ15
- 2020 XA16
- 2020 XB16
- 2020 XC16
- 2020 XD16
- 2020 XE16
- 2020 XF16
- 2020 XG16
- 2020 XH16
- 2020 XJ16
- 2020 XK16
- 2020 XL16
- 2020 XM16
- 2020 XN16
- 2020 XO16
- 2020 XP16
- 2020 XQ16
- 2020 XT16
- 2020 XU16
- 2020 XV16
- 2020 XW16
- 2020 XB17
- 2020 XC17
- 2020 XD17
- 2020 XE17
- 2020 XG17
- 2020 XH17
- 2020 XJ17
- 2020 XM17
- 2020 XN17
- 2020 XO17
- 2020 XP17
- 2020 XQ17
- 2020 XR17
- 2020 XS17
- 2020 XT17
- 2020 XV17
- 2020 XW17
- 2020 XX17
- 2020 XZ17
- 2020 XA18
- 2020 XB18
- 2020 XC18
- 2020 XD18
- 2020 XE18
- 2020 XF18
- 2020 XH18
- 2020 XJ18
- 2020 XK18
- 2020 XM18
- 2020 XN18
- 2020 XQ18
- 2020 XR18
- 2020 XV18
- 2020 XX18
- 2020 XY18
- 2020 XZ18
- 2020 XA19
- 2020 XB19
- 2020 XC19
- 2020 XD19
- 2020 XE19
- 2020 XF19
- 2020 XG19
- 2020 XH19
- 2020 XJ19
- 2020 XK19
- 2020 XL19
- 2020 XM19
- 2020 XO19
- 2020 XP19
- 2020 XQ19
- 2020 XR19
- 2020 XS19
- 2020 XT19
- 2020 XU19
- 2020 XX19
- 2020 XY19
- 2020 XZ19
- 2020 XA20
- 2020 XB20
- 2020 XC20
- 2020 XE20
- 2020 XF20
- 2020 XG20
- 2020 XK20
- 2020 XL20
- 2020 XM20
- 2020 XO20
- 2020 XP20
- 2020 XQ20
- 2020 XR20
- 2020 XS20
- 2020 XT20
- 2020 XU20
- 2020 XV20
- 2020 XW20
- 2020 XX20
- 2020 XY20
- 2020 XZ20
- 2020 XA21
- 2020 XD21
- 2020 XE21
- 2020 XH21
- 2020 XL21
- 2020 XM21
- 2020 XN21
- 2020 XO21
- 2020 XR21
- 2020 XS21
- 2020 XU21
- 2020 XV21
- 2020 XW21
- 2020 XX21
- 2020 XY21
- 2020 XZ21
- 2020 XA22
- 2020 XB22
- 2020 XC22
- 2020 XD22
- 2020 XE22
- 2020 XF22
- 2020 XG22
- 2020 XH22
- 2020 XL22
- 2020 XN22
- 2020 XO22
- 2020 XP22
- 2020 XQ22
- 2020 XR22
- 2020 XS22
- 2020 XT22
- 2020 XU22
- 2020 XV22
- 2020 XW22
- 2020 XX22
- 2020 XY22
- 2020 XZ22
- 2020 XA23
- 2020 XB23
- 2020 XC23
- 2020 XD23
- 2020 XF23
- 2020 XH23
- 2020 XJ23
- 2020 XK23
- 2020 XL23
- 2020 XM23
- 2020 XN23
- 2020 XO23
- 2020 XP23
- 2020 XQ23
- 2020 XR23
- 2020 XS23
- 2020 XT23
- 2020 XU23
- 2020 XV23
- 2020 XW23
- 2020 XX23
- 2020 XY23
- 2020 XZ23
- 2020 XA24
- 2020 XB24
- 2020 XC24
- 2020 XD24
- 2020 XE24
- 2020 XF24
- 2020 XG24
- 2020 XH24
- 2020 XJ24
- 2020 XK24
- 2020 XL24
- 2020 XM24
- 2020 XN24
- 2020 XO24
- 2020 XP24
- 2020 XQ24
- 2020 XR24
- 2020 XS24
- 2020 XT24
- 2020 XU24
- 2020 XW24
- 2020 XX24
- 2020 XY24
- 2020 XZ24
- 2020 XA25
- 2020 XB25
- 2020 XC25
- 2020 XD25
- 2020 XE25
- 2020 XG25
- 2020 XH25
- 2020 XJ25
- 2020 XK25
- 2020 XL25
- 2020 XM25
- 2020 XN25
- 2020 XO25
- 2020 XP25
- 2020 XQ25
- 2020 XR25
- 2020 XS25
- 2020 XT25
- 2020 XU25
- 2020 XV25
- 2020 XW25
- 2020 XY25
- 2020 XZ25
- 2020 XA26
- 2020 XB26
- 2020 XC26
- 2020 XD26
- 2020 XE26
- 2020 XF26
- 2020 XG26
- 2020 XH26
- 2020 XJ26
- 2020 XK26
- 2020 XL26
- 2020 XM26
- 2020 XN26
- 2020 XO26
- 2020 XP26
- 2020 XQ26
- 2020 XR26
- 2020 XS26
- 2020 XT26
- 2020 XU26
- 2020 XV26
- 2020 XW26
- 2020 XX26
- 2020 XY26
- 2020 XZ26
- 2020 XA27
- 2020 XB27
- 2020 XC27
- 2020 XD27
- 2020 XE27
- 2020 XF27
- 2020 XG27
- 2020 XH27
- 2020 XJ27
- 2020 XK27
- 2020 XL27
- 2020 XM27
- 2020 XN27
- 2020 XO27
- 2020 XP27
- 2020 XQ27
- 2020 XR27
- 2020 XS27
- 2020 XT27
- 2020 XU27
- 2020 XV27
- 2020 XX27
- 2020 XY27
- 2020 XZ27
- 2020 XB28
- 2020 XC28
- 2020 XD28
- 2020 XE28
- 2020 XF28
- 2020 XG28
- 2020 XH28
- 2020 XJ28
- 2020 XK28
- 2020 XL28
- 2020 XM28
- 2020 XN28
- 2020 XO28
- 2020 XP28
- 2020 XQ28
- 2020 XR28
- 2020 XS28
- 2020 XT28
- 2020 XU28
- 2020 XV28
- 2020 XW28
- 2020 XX28
- 2020 XY28
- 2020 XZ28
- 2020 XA29
- 2020 XB29
- 2020 XC29
- 2020 XD29
- 2020 XF29
- 2020 XG29
- 2020 XH29
- 2020 XJ29
- 2020 XK29
- 2020 XL29
- 2020 XM29
- 2020 XN29
- 2020 XO29
- 2020 XP29
- 2020 XQ29
- 2020 XR29
- 2020 XS29
- 2020 XT29
- 2020 XU29
- 2020 XV29
- 2020 XW29
- 2020 XX29
- 2020 XY29
- 2020 XZ29
- 2020 XA30
- 2020 XB30
- 2020 XC30
- 2020 XD30
- 2020 XE30
- 2020 XF30
- 2020 XH30
- 2020 XJ30
- 2020 XK30
- 2020 XL30
- 2020 XM30
- 2020 XN30
- 2020 XO30
- 2020 XQ30
- 2020 XR30
- 2020 XS30
- 2020 XT30
- 2020 XU30
- 2020 XV30
- 2020 XW30
- 2020 XX30
- 2020 XY30
- 2020 XZ30
- 2020 XA31
- 2020 XB31
- 2020 XC31
- 2020 XD31
- 2020 XE31
- 2020 XF31
- 2020 XG31
- 2020 XH31
- 2020 XJ31
- 2020 XK31
- 2020 XL31
- 2020 XM31
- 2020 XN31
- 2020 XO31
- 2020 XQ31
- 2020 XR31
- 2020 XS31
- 2020 XT31
- 2020 XU31
- 2020 XV31
- 2020 XW31
- 2020 XX31
- 2020 XY31
- 2020 XZ31
- 2020 XA32
- 2020 XB32
- 2020 XC32
- 2020 XD32
- 2020 XE32
- 2020 XF32
- 2020 XG32
- 2020 XH32
- 2020 XJ32
- 2020 XK32
- 2020 XL32
- 2020 XM32
- 2020 XN32
- 2020 XO32
- 2020 XP32
- 2020 XQ32
- 2020 XR32
- 2020 XT32
- 2020 XU32
- 2020 XV32
- 2020 XW32
- 2020 XX32
- 2020 XY32
- 2020 XZ32
- 2020 XA33
- 2020 XB33
- 2020 XC33
- 2020 XD33
- 2020 XE33
- 2020 XF33
- 2020 XG33
- 2020 XH33
- 2020 XJ33
- 2020 XK33
- 2020 XL33
- 2020 XM33
- 2020 XN33
- 2020 XO33
- 2020 XP33
- 2020 XQ33
- 2020 XR33
- 2020 XS33
- 2020 XT33
- 2020 XU33
- 2020 XV33
- 2020 XW33
- 2020 XX33
- 2020 XY33
- 2020 XZ33
- 2020 XA34
- 2020 XB34
- 2020 XC34

### Du 16 au 31 décembre 2020
- 2020 YA
- 2020 YB
- 2020 YC
- 2020 YD
- 2020 YE
- 2020 YF
- 2020 YG
- 2020 YH
- 2020 YJ
- 2020 YK
- 2020 YL
- 2020 YM
- 2020 YN
- 2020 YO
- 2020 YP
- 2020 YR
- 2020 YS
- 2020 YT
- 2020 YU
- 2020 YV
- 2020 YW
- 2020 YX
- 2020 YY
- 2020 YZ
- 2020 YA1
- 2020 YB1
- 2020 YC1
- 2020 YD1
- 2020 YE1
- 2020 YF1
- 2020 YG1
- 2020 YH1
- 2020 YJ1
- 2020 YK1
- 2020 YL1
- 2020 YM1
- 2020 YN1
- 2020 YO1
- 2020 YP1
- 2020 YQ1
- 2020 YR1
- 2020 YS1
- 2020 YT1
- 2020 YU1
- 2020 YV1
- 2020 YX1
- 2020 YY1
- 2020 YZ1
- 2020 YA2
- 2020 YB2
- 2020 YE2
- 2020 YF2
- 2020 YG2
- 2020 YH2
- 2020 YJ2
- 2020 YK2
- 2020 YL2
- 2020 YM2
- 2020 YN2
- 2020 YO2
- 2020 YP2
- 2020 YQ2
- 2020 YR2
- 2020 YS2
- 2020 YT2
- 2020 YU2
- 2020 YV2
- 2020 YW2
- 2020 YX2
- 2020 YY2
- 2020 YZ2
- 2020 YA3
- 2020 YB3
- 2020 YC3
- 2020 YD3
- 2020 YE3
- 2020 YF3
- 2020 YG3
- 2020 YH3
- 2020 YJ3
- 2020 YK3
- 2020 YL3
- 2020 YM3
- 2020 YN3
- 2020 YO3
- 2020 YP3
- 2020 YQ3
- 2020 YS3
- 2020 YU3
- 2020 YV3
- 2020 YW3
- 2020 YX3
- 2020 YY3
- 2020 YZ3
- 2020 YA4
- 2020 YB4
- 2020 YC4
- 2020 YD4
- 2020 YE4
- 2020 YF4
- 2020 YG4
- 2020 YH4
- 2020 YJ4
- 2020 YK4
- 2020 YL4
- 2020 YM4
- 2020 YO4
- 2020 YP4
- 2020 YQ4
- 2020 YS4
- 2020 YT4
- 2020 YU4
- 2020 YV4
- 2020 YW4
- 2020 YX4
- 2020 YY4
- 2020 YZ4
- 2020 YA5
- 2020 YB5
- 2020 YC5
- 2020 YD5
- 2020 YE5
- 2020 YF5
- 2020 YG5
- 2020 YH5
- 2020 YJ5
- 2020 YK5
- 2020 YL5
- 2020 YM5
- 2020 YN5
- 2020 YO5
- 2020 YP5
- 2020 YQ5
- 2020 YR5
- 2020 YS5
- 2020 YT5
- 2020 YU5
- 2020 YW5
- 2020 YX5
- 2020 YY5
- 2020 YA6
- 2020 YB6
- 2020 YC6
- 2020 YD6
- 2020 YF6
- 2020 YG6
- 2020 YH6
- 2020 YJ6
- 2020 YK6
- 2020 YL6
- 2020 YM6
- 2020 YN6
- 2020 YO6
- 2020 YP6
- 2020 YQ6
- 2020 YR6
- 2020 YS6
- 2020 YT6
- 2020 YU6
- 2020 YV6
- 2020 YW6
- 2020 YZ6
- 2020 YA7
- 2020 YB7
- 2020 YC7
- 2020 YD7
- 2020 YE7
- 2020 YG7
- 2020 YH7
- 2020 YJ7
- 2020 YL7
- 2020 YM7
- 2020 YP7
- 2020 YQ7
- 2020 YS7
- 2020 YT7
- 2020 YW7
- 2020 YX7
- 2020 YA8
- 2020 YB8
- 2020 YD8
- 2020 YE8
- 2020 YF8
- 2020 YG8
- 2020 YH8
- 2020 YK8
- 2020 YL8
- 2020 YM8
- 2020 YN8
- 2020 YO8
- 2020 YP8
- 2020 YS8
- 2020 YT8
- 2020 YU8
- 2020 YX8
- 2020 YZ8
- 2020 YB9
- 2020 YC9
- 2020 YG9
- 2020 YK9
- 2020 YN9
- 2020 YO9
- 2020 YR9
- 2020 YS9
- 2020 YT9
- 2020 YU9
- 2020 YV9
- 2020 YW9
- 2020 YX9
- 2020 YY9
- 2020 YZ9
- 2020 YB10
- 2020 YC10
- 2020 YE10
- 2020 YF10
- 2020 YH10
- 2020 YJ10
- 2020 YK10
- 2020 YL10
- 2020 YN10
- 2020 YO10
- 2020 YP10
- 2020 YR10
- 2020 YS10
- 2020 YU10
- 2020 YV10
- 2020 YX10
- 2020 YY10
- 2020 YZ10
- 2020 YA11
- 2020 YB11
- 2020 YC11
- 2020 YF11
- 2020 YK11
- 2020 YL11
- 2020 YO11
- 2020 YQ11
- 2020 YR11
- 2020 YS11
- 2020 YT11
- 2020 YU11
- 2020 YV11
- 2020 YW11
- 2020 YX11
- 2020 YZ11
- 2020 YC12
- 2020 YE12
- 2020 YF12
- 2020 YG12
- 2020 YK12
- 2020 YL12
- 2020 YN12
- 2020 YP12
- 2020 YS12
- 2020 YU12
- 2020 YV12
- 2020 YW12
- 2020 YB13
- 2020 YC13
- 2020 YE13
- 2020 YF13
- 2020 YN13
- 2020 YQ13
- 2020 YR13
- 2020 YS13
- 2020 YT13
- 2020 YV13
- 2020 YZ13
- 2020 YB14
- 2020 YC14
- 2020 YE14
- 2020 YH14
- 2020 YK14
- 2020 YM14
- 2020 YN14
- 2020 YP14
- 2020 YQ14
- 2020 YS14
- 2020 YT14
- 2020 YU14
- 2020 YW14
- 2020 YX14
- 2020 YY14
- 2020 YA15
- 2020 YB15
- 2020 YC15
- 2020 YD15
- 2020 YF15
- 2020 YG15
- 2020 YJ15
- 2020 YL15
- 2020 YM15
- 2020 YN15
- 2020 YO15
- 2020 YP15
- 2020 YQ15
- 2020 YR15
- 2020 YS15
- 2020 YT15
- 2020 YW15
- 2020 YX15
- 2020 YY15
- 2020 YZ15
- 2020 YB16
- 2020 YC16
- 2020 YD16
- 2020 YF16
- 2020 YJ16
- 2020 YK16
- 2020 YM16
- 2020 YN16
- 2020 YO16
- 2020 YP16
- 2020 YQ16
- 2020 YR16
- 2020 YT16
- 2020 YU16
- 2020 YX16
- 2020 YY16
- 2020 YZ16
- 2020 YA17
- 2020 YB17
- 2020 YC17
- 2020 YD17
- 2020 YE17
- 2020 YF17
- 2020 YG17
- 2020 YH17
- 2020 YJ17
- 2020 YK17
- 2020 YL17
- 2020 YM17
- 2020 YN17
- 2020 YO17
- 2020 YQ17
- 2020 YR17
- 2020 YT17
- 2020 YU17
- 2020 YW17
- 2020 YX17
- 2020 YY17
- 2020 YZ17
- 2020 YA18
- 2020 YB18
- 2020 YC18
- 2020 YD18
- 2020 YE18
- 2020 YF18
- 2020 YH18
- 2020 YJ18
- 2020 YL18
- 2020 YN18
- 2020 YO18
- 2020 YP18
- 2020 YQ18
- 2020 YR18
- 2020 YS18
- 2020 YU18
- 2020 YV18
- 2020 YW18
- 2020 YX18
- 2020 YY18
- 2020 YA19
- 2020 YB19
- 2020 YC19
- 2020 YE19
- 2020 YF19
- 2020 YG19
- 2020 YH19
- 2020 YJ19
- 2020 YM19
- 2020 YN19
- 2020 YO19
- 2020 YP19
- 2020 YU19
- 2020 YW19
- 2020 YX19
- 2020 YZ19
- 2020 YA20
- 2020 YB20
- 2020 YC20
- 2020 YD20
- 2020 YE20
- 2020 YF20
- 2020 YG20
- 2020 YH20
- 2020 YJ20
- 2020 YK20
- 2020 YL20
- 2020 YN20
- 2020 YP20
- 2020 YQ20
- 2020 YR20
- 2020 YU20
- 2020 YV20
- 2020 YW20
- 2020 YX20
- 2020 YY20
- 2020 YZ20
- 2020 YA21
- 2020 YB21
- 2020 YC21
- 2020 YD21
- 2020 YE21
- 2020 YF21
- 2020 YG21
- 2020 YH21
- 2020 YJ21
- 2020 YK21
- 2020 YL21
- 2020 YM21
- 2020 YN21
- 2020 YO21
- 2020 YP21
- 2020 YQ21
- 2020 YR21
- 2020 YS21
- 2020 YT21
- 2020 YU21
- 2020 YV21
- 2020 YY21
- 2020 YA22
- 2020 YB22
- 2020 YC22
- 2020 YD22
- 2020 YJ22
- 2020 YL22
- 2020 YM22
- 2020 YP22
- 2020 YQ22
- 2020 YR22
- 2020 YT22
- 2020 YV22
- 2020 YW22
- 2020 YX22
- 2020 YZ22
- 2020 YA23
- 2020 YD23
- 2020 YE23
- 2020 YF23
- 2020 YH23
- 2020 YJ23
- 2020 YK23
- 2020 YL23
- 2020 YN23
- 2020 YO23
- 2020 YP23
- 2020 YQ23
- 2020 YR23
- 2020 YS23
- 2020 YT23
- 2020 YV23
- 2020 YW23
- 2020 YX23
- 2020 YY23
- 2020 YZ23
- 2020 YA24
- 2020 YB24
- 2020 YC24
- 2020 YD24
- 2020 YE24
- 2020 YF24
- 2020 YG24
- 2020 YH24
- 2020 YJ24
- 2020 YK24
- 2020 YM24
- 2020 YN24
- 2020 YO24
- 2020 YP24
- 2020 YQ24
- 2020 YS24
- 2020 YT24
- 2020 YU24
- 2020 YW24
- 2020 YX24
- 2020 YB25
- 2020 YC25
- 2020 YD25
- 2020 YE25
- 2020 YF25
- 2020 YG25
- 2020 YH25
- 2020 YL25
- 2020 YM25
- 2020 YN25
- 2020 YO25
- 2020 YP25
- 2020 YQ25
- 2020 YR25
- 2020 YS25
- 2020 YT25
- 2020 YU25
- 2020 YV25
- 2020 YW25
- 2020 YX25
- 2020 YY25
- 2020 YA26
- 2020 YB26
- 2020 YC26
- 2020 YD26
- 2020 YF26
- 2020 YG26
- 2020 YH26
- 2020 YJ26
- 2020 YL26
- 2020 YM26
- 2020 YN26
- 2020 YO26
- 2020 YP26
- 2020 YQ26
- 2020 YR26
- 2020 YS26
- 2020 YT26
- 2020 YU26
- 2020 YV26
- 2020 YW26
- 2020 YX26
- 2020 YY26
- 2020 YZ26
- 2020 YA27
- 2020 YB27
- 2020 YC27
- 2020 YD27
- 2020 YE27
- 2020 YF27
- 2020 YG27
- 2020 YH27
- 2020 YJ27
- 2020 YK27
- 2020 YL27
- 2020 YN27
- 2020 YO27
- 2020 YP27
- 2020 YQ27
- 2020 YR27
- 2020 YS27
- 2020 YT27
- 2020 YU27
- 2020 YV27
- 2020 YW27
- 2020 YX27
- 2020 YY27
- 2020 YZ27
- 2020 YA28
- 2020 YB28
- 2020 YC28
- 2020 YD28
- 2020 YE28
- 2020 YF28
- 2020 YG28
- 2020 YH28
- 2020 YJ28
- 2020 YK28
- 2020 YL28
- 2020 YM28
- 2020 YN28
- 2020 YO28
- 2020 YQ28
- 2020 YR28
- 2020 YS28
- 2020 YT28
- 2020 YU28
- 2020 YV28
- 2020 YW28
- 2020 YX28
- 2020 YY28
- 2020 YZ28
- 2020 YA29
- 2020 YB29
- 2020 YC29
- 2020 YD29
- 2020 YE29
- 2020 YF29
- 2020 YG29
- 2020 YH29
- 2020 YJ29
- 2020 YK29
- 2020 YL29
- 2020 YM29
- 2020 YO29
- 2020 YP29
- 2020 YQ29
- 2020 YR29
- 2020 YS29
- 2020 YT29
- 2020 YU29
- 2020 YV29
- 2020 YW29
- 2020 YX29
- 2020 YY29
- 2020 YZ29
- 2020 YA30
- 2020 YB30
- 2020 YC30
- 2020 YD30
- 2020 YE30
- 2020 YF30
- 2020 YG30
- 2020 YH30
- 2020 YJ30
- 2020 YK30
- 2020 YL30
- 2020 YM30
- 2020 YN30
- 2020 YO30
- 2020 YP30
- 2020 YQ30
- 2020 YR30
- 2020 YS30
- 2020 YT30
- 2020 YU30
- 2020 YV30
- 2020 YW30
- 2020 YX30
- 2020 YY30
- 2020 YZ30
- 2020 YA31
- 2020 YB31
- 2020 YC31
- 2020 YD31
- 2020 YE31
- 2020 YF31
- 2020 YG31
- 2020 YH31
- 2020 YJ31
- 2020 YK31
- 2020 YL31
- 2020 YM31
- 2020 YN31
- 2020 YO31
- 2020 YP31
- 2020 YQ31
- 2020 YR31
- 2020 YS31
- 2020 YT31
- 2020 YU31
- 2020 YV31
- 2020 YW31
- 2020 YX31
- 2020 YY31
- 2020 YZ31
- 2020 YA32
- 2020 YB32
- 2020 YC32
- 2020 YD32
- 2020 YE32
- 2020 YF32
- 2020 YG32
- 2020 YH32
- 2020 YJ32
- 2020 YK32
- 2020 YL32
- 2020 YM32
- 2020 YN32
- 2020 YO32
- 2020 YP32
- 2020 YQ32
- 2020 YS32
- 2020 YT32
- 2020 YU32
- 2020 YV32
- 2020 YW32
- 2020 YX32
- 2020 YZ32
- 2020 YA33
- 2020 YC33
- 2020 YD33
- 2020 YE33
- 2020 YF33
- 2020 YH33
- 2020 YJ33
- 2020 YK33
- 2020 YL33
- 2020 YM33
- 2020 YN33
- 2020 YO33
- 2020 YQ33
- 2020 YR33
- 2020 YS33
- 2020 YT33
- 2020 YU33
- 2020 YV33
- 2020 YW33
- 2020 YX33
- 2020 YY33
- 2020 YZ33
- 2020 YA34
- 2020 YB34
- 2020 YC34
- 2020 YD34
- 2020 YE34
- 2020 YF34
- 2020 YG34
- 2020 YH34
- 2020 YJ34
- 2020 YK34
- 2020 YL34
- 2020 YM34
- 2020 YN34
- 2020 YO34
- 2020 YP34
- 2020 YQ34
- 2020 YR34
- 2020 YS34
- 2020 YT34
- 2020 YU34
- 2020 YV34
- 2020 YW34
- 2020 YX34
- 2020 YY34
- 2020 YZ34
- 2020 YA35
- 2020 YB35
- 2020 YC35
- 2020 YE35
- 2020 YF35
- 2020 YG35
- 2020 YJ35
- 2020 YK35
- 2020 YL35
- 2020 YM35
- 2020 YN35
- 2020 YO35
- 2020 YP35
- 2020 YQ35
- 2020 YS35
- 2020 YT35
- 2020 YV35
- 2020 YW35
- 2020 YX35
- 2020 YY35
- 2020 YZ35
- 2020 YA36
- 2020 YB36
- 2020 YC36
- 2020 YD36
- 2020 YE36
- 2020 YF36
- 2020 YG36
- 2020 YH36
- 2020 YJ36
- 2020 YK36
- 2020 YL36
- 2020 YM36
- 2020 YN36
- 2020 YO36
- 2020 YP36
- 2020 YQ36
- 2020 YR36
- 2020 YS36